# Deonomastica
La deonomastica è lo studio dei nomi comuni, delle espressioni (come i modi di dire) o delle formazioni univerbate che originano dai nomi propri, anche attraverso meccanismi di derivazione. Tali nomi sono detti deonomastici (o anche deonimici). Nell'ambito della disciplina i deonimici si definiscono poi "deantroponimici" se derivati da nomi di persona e "detoponimici" se da nomi di luogo; con "eponimo" si indica il nome proprio originario.
Di alcune di queste espressioni si sono perse le origini.
Il primo studio sistematico sull'argomento è un saggio di Bruno Migliorini pubblicato nel 1927, che rimane ancor oggi un punto di riferimento per la materia.
Il termine deonomastica è stato introdotto da Enzo La Stella nel 1982, nell'articolo «Deonomastica: lo studio dei vocaboli derivati da nomi propri», pubblicato sulla rivista Le lingue del mondo.

## Esempi
Per la lingua italiana, possono essere citati, ad esempio, ai tempi che Berta filava (per riferirsi a un remoto passato), fuoco di sant'Antonio (antico nome dell'herpes zoster), l'espressione d'Egitto da aggiungere ad altri elementi per esprimere perplessità, incredulità o biasimo (Ma che riforme d'Egitto!), a bagnomaria (espressione che indica una cottura indiretta, immergendo un recipiente in acqua bollente), mentre la fama di Perpetua, personaggio dei Promessi sposi (1827-1842) di Alessandro Manzoni, ha fatto sì che il nome proprio Perpetua divenisse il nome comune delle domestiche dei sacerdoti (era questo infatti il ruolo del personaggio). Il sostantivo paparazzo deriva invece dal film La dolce vita di Fellini (1960), nel quale un personaggio che esercita la professione di fotografo d'assalto fa Paparazzo di cognome.

## La trasformazione deonomastica
I deonimici si possono formare in seguito a un processo morfologico o semantico. Nel primo caso si costituiscono tramite suffissazione, risultando peraltro molto interessanti in quanto i suffissi coinvolti nel processo sono diversi rispetto a quelli utilizzati per i nomi comuni. Nel secondo caso, i derivati subiscono dei processi di trasformazione semantica (chiamati anche processi di "banalizzazione"), che li portano a essere inseriti nel lessico comune. Possiamo codificare questo secondo fenomeno in tre sotto-processi specifici:
1. traslazione;
2. nominazione e personificazione;
3. spostamento di significato.

### Traslazione
La traslazione è un processo semantico che, attraverso alcuni meccanismi retorici, "trasferisce" il significato dell'eponimo, facendolo diventare un nome comune.
Il meccanismo retorico più diffuso è quello dell'antonomasia (per alcuni da intendere più correttamente come metafora, in quanto similitudine implicita), per cui un nome proprio, di un personaggio o di un luogo, viene posto come prototipo di una determinata caratteristica. Le metafore possono essere bivalenti o monovalenti: le prime sono fondate su nomi che sono ancora sentiti come propri (cicerone, figaro); nelle seconde invece il legame con l'eponimo non è di immediata e comune ricezione, cosicché la metafora generalmente non viene colta, es. sosia dal personaggio dell'Anfitrione di Plauto; paparazzo, dal personaggio de La dolce vita di Fellini.
Il secondo meccanismo è quello della metonimia, per cui il deonimico nasce da un elemento che è in un rapporto di dipendenza dal nome proprio. In questo modo sono nati termini come calepino (da Ambrogio Calepio, autore nel 1502 di un dizionario di latino, per indicare non una persona erudita, ma un vocabolario, o, più generalmente, un libro spesso e vecchio) e cravatta (dalla vistosa sciarpa che indossavano i cavalleggeri croati di Luigi XV).
Questi mezzi retorici possono occasionalmente essere integrati dall'ellissi, in cui una o più parole vengono omesse al fine di ridurre il deonimico a un solo termine, quello derivante dal nome proprio, come 'Diesel' da 'motore Diesel'.
Il processo di deonomastica non è né sistematico né regolare: la derivazione è sempre occasionale e individuale; la fortuna del deonimico nella lingua è legata alle esigenze comunicative di una comunità in un dato momento storico.
Determinate caratteristiche, come la notorietà dell'eponimo e il fonosimbolismo (inteso qui come richiamo onomatopeico) di alcuni deonimici, sembrano tuttavia aumentare le possibilità di ricezione degli stessi nella lingua comune. Il fonosimbolismo, in particolare, può determinare (o rafforzare) una sopravvivenza variamente ricondotta dal parlante al referente originario: è il caso dei cosiddetti "nomi parlanti", quali 'cicerone' (metafora bivalente legata a Marco Tullio Cicerone, il più noto oratore dell'antichità, ma anche evidente richiamo fonico al 'parlare') e 'cecchino' (metafora monovalente proveniente dal nome dell'imperatore Francesco Giuseppe, ma anche allusione al suono del proiettile).

### Nominazioni e personificazioni
È stato Bruno Migliorini ad aver individuato questo secondo procedimento di formazione deonomastica, il quale si differenzia dalla traslazione in quanto il deonimico non indica un individuo, ma una categoria di persone (nominazione) oppure oggetti, piante, animali (personificazione).
La nominazione avviene quando il nome proprio viene utilizzato come nomignolo per indicare una qualità dell'individuo: in altre parole, si dà a quel nome, insieme con il suo valore di etichetta, un valore concettuale. Un esempio è quello di bartulott (forma dialettale lombarda, diminutivo di Bartolomeo) il cui nome, estremamente diffuso nell'area lombarda, ha finito per indicare uno sciocco, divenendo sinonimo stesso di ‘sciocco': in questo caso possiamo parlare di nominazione perché la categoria degli ‘sciocchi' è stata nominata bartulott. Viceversa, se confrontiamo un illustre oratore con Demostene, dicendo che quell'oratore è un demostene, non vogliamo dargli il nome di Demostene, né nominare la categoria degli oratori con demostene, ma fare un paragone; parleremo in questo caso di traslazione.
La personificazione invece è un procedimento linguistico che, con caratteri principalmente affettivi o ironici, impone il nome di una persona a oggetti, piante, animali, cibi, fiori, giochi, ecc. Alcuni esempi sono: machiavelli per indicare un gioco di carte o, nel gergo della malavita, nomi propri generici come toni per indicare il grimaldello, a sua volta una personificazione del nome Grimaldo.
Migliorini individua una classificazione di quattro categorie di nominazione e personificazione che, nonostante alcuni nodi concettuali, risulta la più soddisfacente tra quelle proposte sino a ora:
- Tipo A: nominazioni e personificazioni suggerite da allusione, ad es. lorenza per ‘graticola'; l'allusione è al martirio di San Lorenzo.
- Tipo B: nominazioni e personificazioni suggerite da evocazioni di gruppo, ad es. il già citato bartulott ‘sciocco'; la nominazione in questo caso deriva dall'estrema diffusione del nome.
- Tipo C: nominazioni e personificazioni suggerite da simbolismo fonetico, ad es. cecca (gazza), che ricorda il verso dell'uccello.
- Tipo D: nominazioni e personificazioni suggerite da trasparenza fonetica (incroci, etimologie popolari), ad es. lo scherzoso Calvino per indicare una persona calva.

Tale classificazione codifica, tra le altre, le nominazioni suggerite da evocazioni di gruppo, che in altri studi, seppur più recenti, sono ignorate e che sarebbero di difficile spiegazione: non è, infatti, possibile classificarle come traslati in quanto prive di un eponimo definito.

### Spostamenti di significato
Un terzo procedimento di formazione deonimica, assai più raro, è quello dello spostamento di significato, ovvero il caso dei mutamenti semantici che vanno correlati a un mutamento di concetto (o d'oggetti). Un esempio costituito dal latino orcus ‘regno dei morti', ma anche ‘divinità dei morti': quest'accezione personale, frequente già presso gli antichi, si trasforma con il cristianesimo fino a diventare il ‘mostro antropofago' e, in alcune regioni italiane come la Lombardia e la Liguria, orco assume anche il significato di ‘triste' e ‘sciocco'.

## I deonimici nei dizionari
Non sempre i dizionari annoverano deantroponimici. In particolare, quelli formatisi tramite un processo semantico sono riportati solo se entrati stabilmente nel lessico, mentre quelli di derivazione morfologica sono pressoché trascurati, così come quelli di derivazione toponominica. Infatti vi sono registrati soprattutto i derivati da nomi di personaggi considerati "classici", mentre pure dizionari autorevoli come il GRADIT e il GDLI non riportano espressioni molto usuali derivate da personaggi attuali, come berlusconiano e wojtyliano. Al contrario i dizionari dialettali riportano un gran numero di deantroponimici in quanto la loro presenza nel lessico quotidiano è numericamente consistente. Anche il Dizionario Storico di Deonomastica, a oggi l'unico vocabolario riguardante la disciplina, è uno strumento insufficiente per uno studio approfondito dei deonimici e dei loro processi di trasformazione, in quanto ha uno scopo più esemplificativo che di completezza.

## IlDeonomasticon Italicum
Nel 1993, ha avuto inizio la compilazione del Deonomasticon Italicum (DI), un progetto di redazione di un repertorio lessicografico coordinato da Wolfgang Schweickard, del Dipartimento di romanistica dell'Università di Saarbrücken, per la raccolta e l'analisi storica dei termini italiani derivati da nomi propri, in sei volumi, di cui i primi quattro dedicati al fenomeno in ambito geografico, e gli altri due a quello relativo ai nomi propri di persona.
Purtroppo a oggi il DI è stato completato solo per quanto riguarda i detoponimici, mentre ancora nulla è stato pubblicato sui deantroponimici, se non singoli lemmi apparsi sulla «Rivista Italiana di Onomastica» a scopo esemplificativo. Dunque, in attesa dell'avanzamento dei DI dei derivati da nomi di persona, attualmente solo i dizionari tradizionali possono venire in aiuto allo studioso, seppur con tutte le problematiche precedentemente esposte; un'ottima base di partenza può comunque essere il saggio di Bruno Migliorini.

## Deonimici e dialetti
I dialettali italiani riportano nell'uso un gran numero di deantroponimici, in maniera numericamente superiore alla lingua nazionale; in particolar modo, sono estremamente numerosi i derivati da nomi propri non riconducibili a un referente identificabile (Tipo B) e quelli creati sulla base delle loro caratteristiche formali, soprattutto di origine scherzosa. I deantroponimici, inoltre, ricorrono talvolta in specifici contesti come modi di dire, proverbi e filastrocche, spesso in relazione ad ammonimenti morali.
A ogni modo, grazie a un uso di deonimici più frequente nei dialetti e a una minore esigenza di formalismo nella registrazione dei lemmi nei diversi dizionari dialettali (molto spesso anzi interessati proprio all'uso popolare della lingua), in quest'ultimi si possono trovare deonimici in una discreta quantità, sicuramente in misura molto maggiore che nei dizionari di lingua italiana. Un interessante caso di studio - che metodologicamente può essere utile anche per lo studio del fenomeno in altri dialetti nazionali - è quello della Svizzera italiana, documentato lessicograficamente da ottimi vocabolari come il Vocabolario dei dialetti della Svizzera Italiana (VSI), il Lessico dialettale della Svizzera Italiana (LSI) e il Repertorio italiano –dialetti (RID). Tali dizionari infatti forniscono una grande quantità di deonimici, registrandone la diffusione, l'uso, varianti fonetiche locali e spesso contengono approfondite indagini etimologiche ed etnografiche dei vari lemmi.
Il caso della Svizzera italiana può essere considerato tra i più attentamente studiati, tuttavia lo stesso discorso è valido per tutti i dialetti nazionali, ognuno dei quali ha avuto però una diversa attenzione lessicografica e vocabolaristica. 